# Laurel Holloman
Laurel Lisa Holloman (Chapel Hill, Estados Unidos; 23 de mayo de 1971) es una actriz y pintora estadounidense, quien se hizo famosa por su interpretación de Tina Kennard en la serie The L Word y por su participación en el filme Incredibly True Adventure of Two Girls in Love (La increíble y verdadera historia de dos mujeres enamoradas).

## Biografía
Nació el 23 de mayo de 1971 en Chapel Hill (Carolina del Norte), Estados Unidos. Cursó estudios de Arte Dramático en Londres.
En el año 1994 se estableció en la ciudad de Nueva York, donde participó en las obras "The heart is a lonely hunter” y “Night swim”.
Contrajo matrimonio el 13 de julio de 2002 con Paul Macherey, con quien tuvo una hija que nació en el otoño del 2004. El embarazo fue incluido en la trama de la segunda temporada de la serie The L Word, en la cual encarna a una mujer bisexual que, junto a su pareja, busca ser madre. El 25 de marzo de 2008, adoptó junto a su esposo una segunda hija llamada Nala Belle.
A sus participaciones ya mencionadas se le suma la interpretación del personaje de Justine Cooper en la serie "Angel", su tercera temporada
Entre sus aficiones se encuentran el snowboard, la escultura y la pintura dentro del arte abstracto.

## Filmografía
- La verdadera e increíble historia de dos mujeres enamoradas (1995)
- El precio del amor (1995)
- No te fíes de tu novia (1996)
- Volviendo a casa (1997)
- Boogie Nights (1997)
- Virginidad (2000)
- Alone (2001)
- Popcorn Shrimp (2002)

## Televisión
- 1997, Juramento mortal, telefilme
- 2001, That's Life, Karen Matlin, 3 episodios
- 2001–2002, Angel, Justine Cooper, 8 episodios
- 2004–2009, The L Word, Tina Kennard, 70 episodios
- 2009, Castle, Sandy Allen, 1 episodio
- 2010, Gigantic, RaeAnne Colvin, 4 episodios